# Крінагор
Крінагор (дав.-гр. Κριναγόρας; між 70 до н. е. та 65 до н. е. —між 10 й 18) — давньогрецький політик та поет часів остаточного занепаду елліністичних держав.

## Життєпис
Походив з впливової та знатної родини міста-держави Мітилени (о. Лесбос). Про його батьків та діяльність відомо замало. Напевне користувався пошаною своїх громадян. Тому став у 45 році до н. е. одним з послів міста до Риму. Тут Крінагор був серед тих, хто вів перемовини з Гаєм Юлієм Цезарем, який планував Парфянський похід. Після повернення до Мітилен про життя Крінагора нічого невідомо. Він повернувся до Риму у 26 році до н. е. (також у складі посольства) після завершення громадянської війни між Октавіаном та Марком Антонієм.
Незабаром після цього Крінагор остаточно перебрався до Риму, завдяки підтримці Октавії Молодшої увійшов до римського літературного кола, а потім й до почту імператора Октавіана Августа. Помер тут приблизно між 10 та 18 роками.

## Творчість
З доробку Крінагора мало що збереглося. Відомо, що він складав вірші на честь римських богів. Втім про їхню назву та зміст немає відомостей. Знано лише про 50 епіграм Крінагора, що увійшли до Палатинської антології. Ці епіграми були на випадок, торкалися повсякденного життя. У них Крінагор уславив Тиберія, Друза Германіка, Марка Марцелла, Антонію, Клеопатру Селену.